# Моделирование электронных схем
Моделирование электронных схем использует математические модели для воспроизведения поведения реального электронного устройства или схемы. Программное обеспечение для моделирования позволяет моделировать работу схемы и является бесценным инструментом анализа. Благодаря высокоточной способности моделирования многие колледжи и университеты используют этот тип программного обеспечения для обучения специалистов электротехники, а также программ электронной инженерии. Этот вид обучения активно вовлекает учащихся в процессы анализа, синтеза и оценки, что способствует его высокой эффективности по сравнению с традиционным обучением.

## Проектирование схем
Моделирование поведения схемы перед её фактическим построением может значительно повысить эффективность проектирования, отобразив дефекты конструкции и обеспечив понимание её функционирования. В частности, для интегральных схем оснастка из фотошаблонов является дорогостоящей, макетные платы непрактичны, а зондирование внутренних сигналов чрезвычайно затруднено. Поэтому почти вся конструкция ИС в значительной степени зависит от моделирования. Самый известный симулятор аналоговых схем — SPICE. Самыми известными симуляторы цифровых схем основаны на Verilog и VHDL.
Некоторые электронные симуляторы интегрируют редактор схем, механизм моделирования и экранное отображение формы волны, что позволяет разработчикам быстро модифицировать моделируемую схему и увидеть, как эти изменения влияют на выходные данные. Они также обычно содержат обширные библиотеки моделей и устройств. Эти модели обычно включают в себя специфические для ИС модели транзисторов, общие компоненты, такие как резисторы, конденсаторы, индукторы и трансформаторы, пользовательские модели (такие как управляемые источники тока и напряжения, или модели в Verilog-AMS или VHDL-AMS). Конструкция печатной платы также требует специальных моделей, таких как линии передачи для трассировок и модели IBIS.

## Типы симуляторов
Хотя существуют строго аналоговые симуляторы электронных схем, популярные симуляторы часто включают в себя как аналоговые, так и событийно-управляемые возможности цифрового моделирования и известны как симуляторы смешанного режима. Это означает, что любое моделирование может содержать компоненты, которые являются аналоговыми, цифровыми или их комбинацией. Весь анализ смешанных сигналов может быть проведен с помощью одной интегрированной схемы. Алгоритм, управляемый событиями, предоставляемый симуляторами смешанного режима, является универсальным и поддерживает нецифровые типы данных. Поскольку он работает быстрее, чем стандартное решение SPICE matrix, время моделирования схем, использующих модели смешанного типа, значительно сокращается.